# Songkhla
Songkhla (thaï สงขลา) est une ville de la région Sud de la Thaïlande, capitale de la Province de Songkhla. C'est un des ports les plus importants de l'Est de la péninsule Malaise.

## Histoire
Songkhla était autrefois une principauté malaise connue sous le nom de Singgora ou Singora ("la cité des Lions").
Le 8 décembre 1941, quelques heures avant le bombardement de Pearl Harbor, l'armée impériale japonaise y a débarqué, ce qui marque le début de la campagne de Malaisie. Elle se dirigea vers le sud, jusqu'à la capture de Singapour.

## Géographie

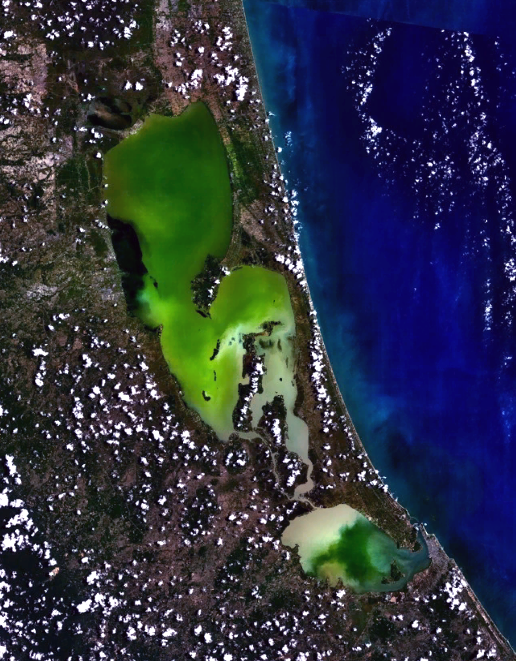
Le Lac Songkhla vu de l'espace : Songkhla se trouve en bas à droite, à l'endroit où il se vide dans l'océan.

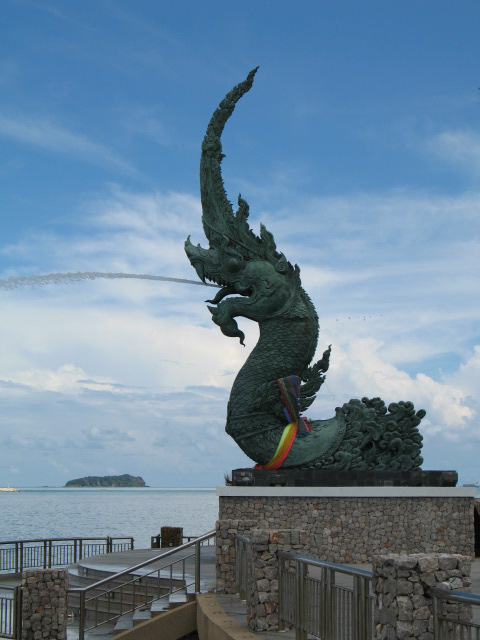
Fontaine en forme de Nâga à Songkhla.

En 2006 sa population comptait 75 048 habitants.
Du fait de sa situation au débouché du lac Songkhla (Thale Sap Songkhla) sur le Golfe de Thaïlande, Songkhla a une activité halieutique et portuaire importantes.

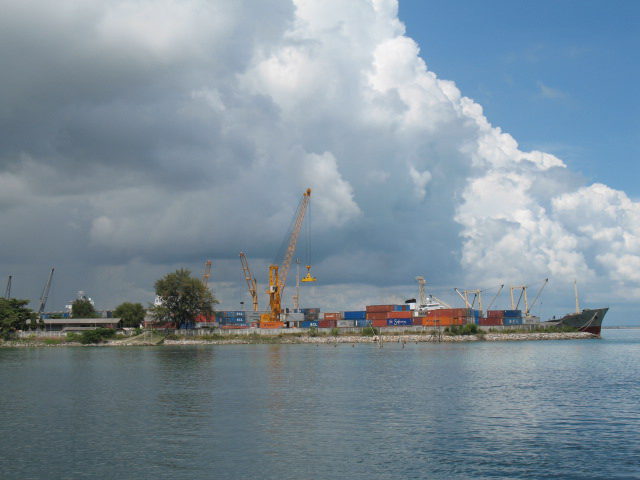
Port de Songkhla

## Galerie de photographies

Compartiments chinois (Shophouses)
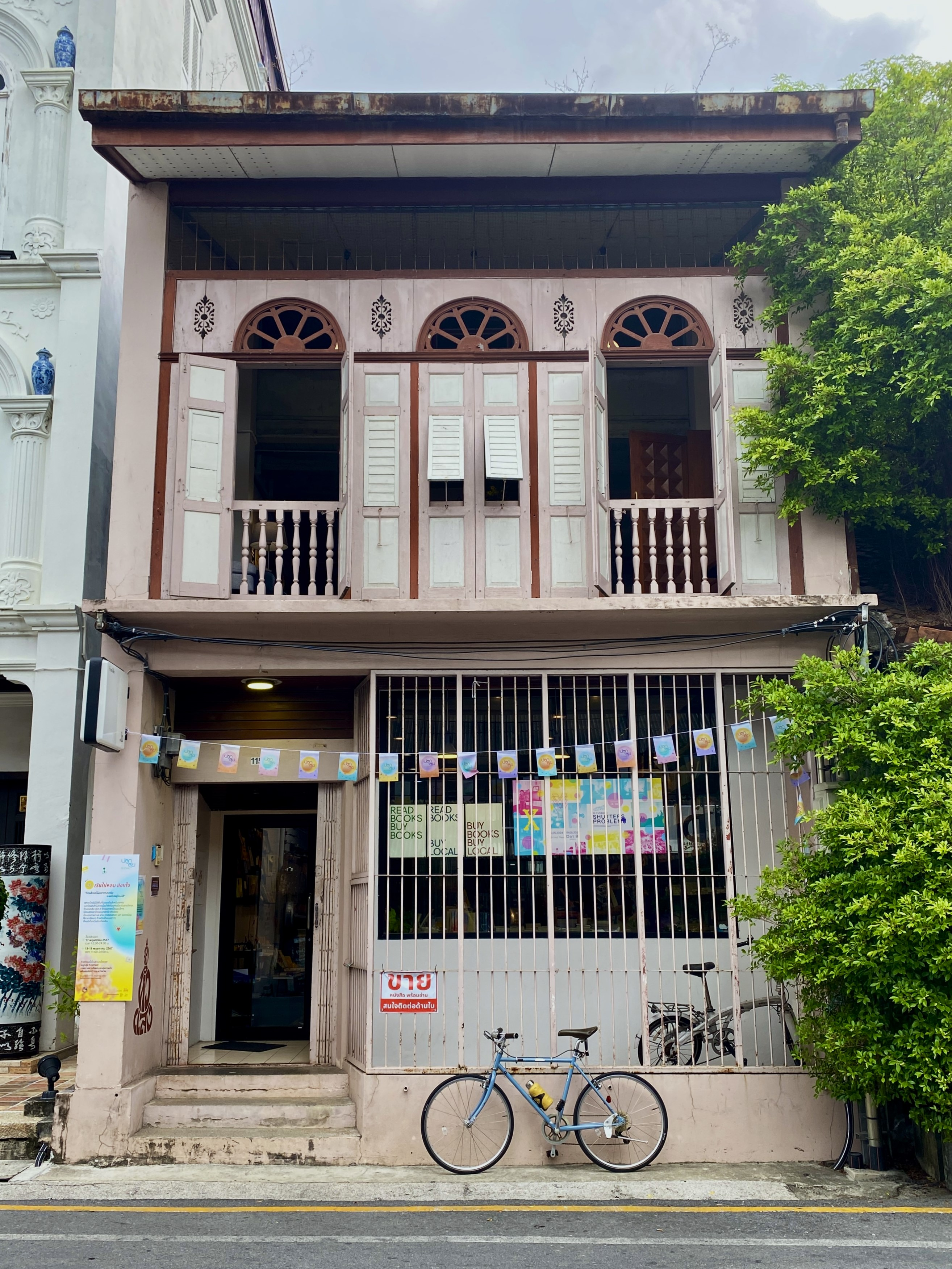
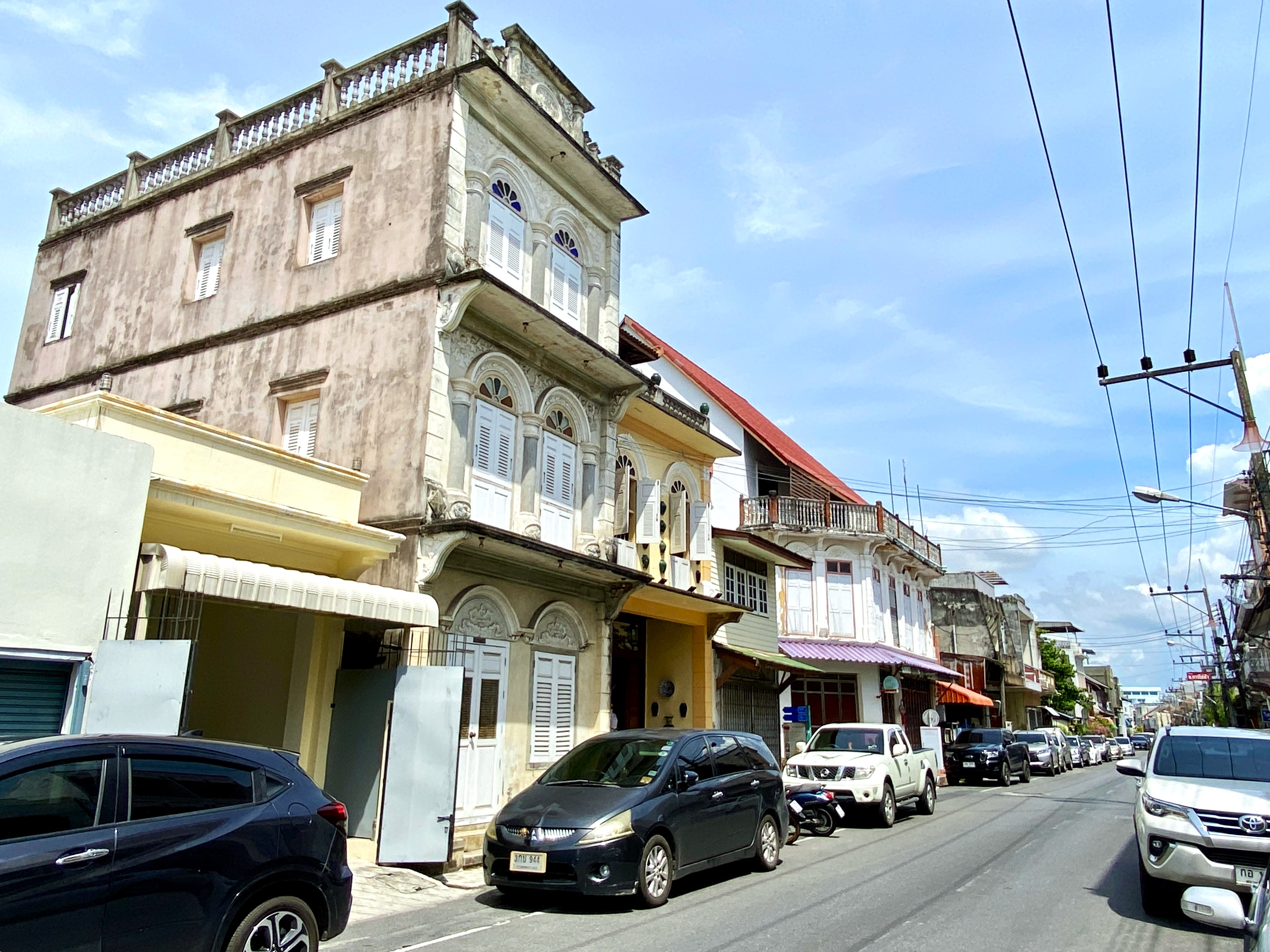
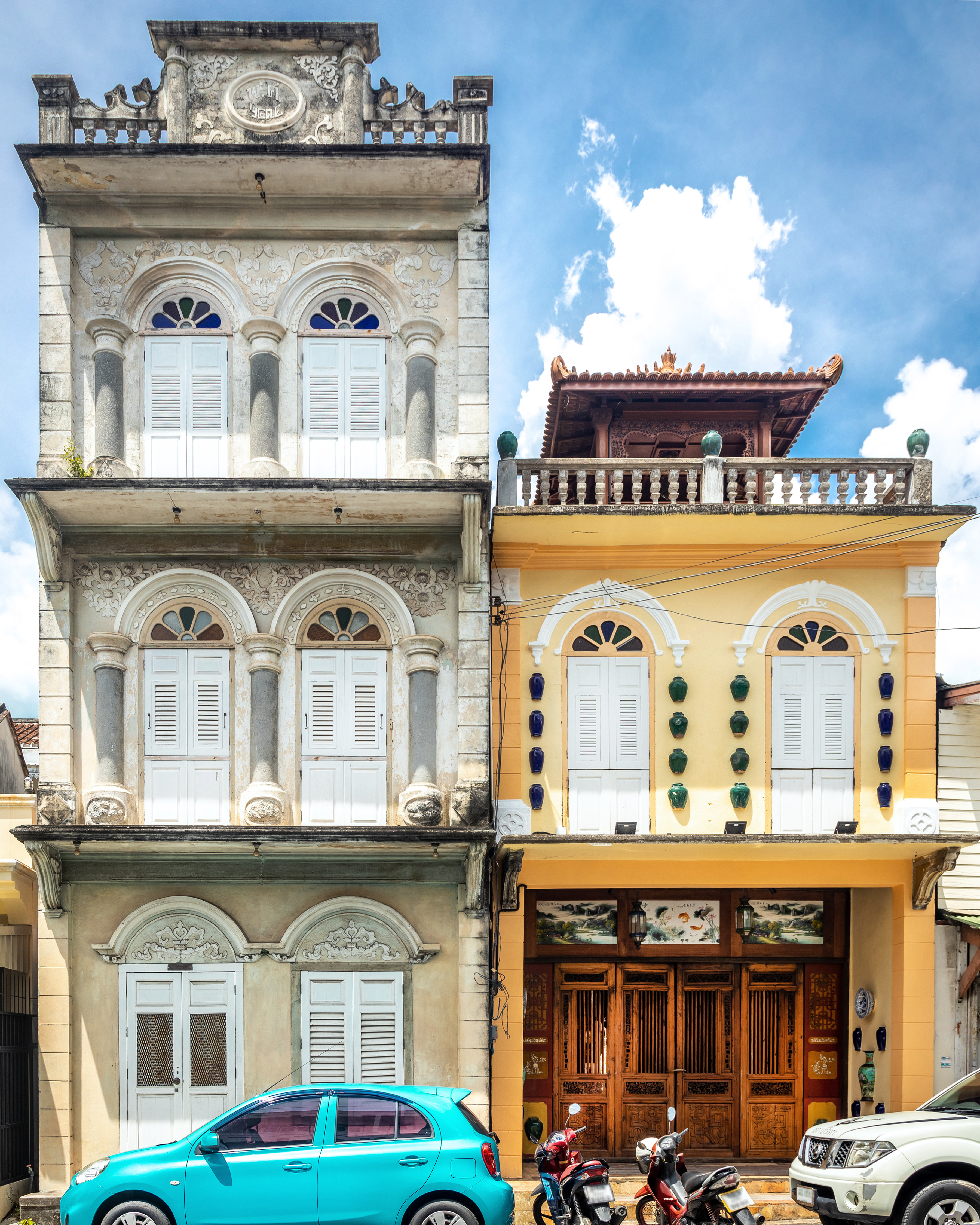
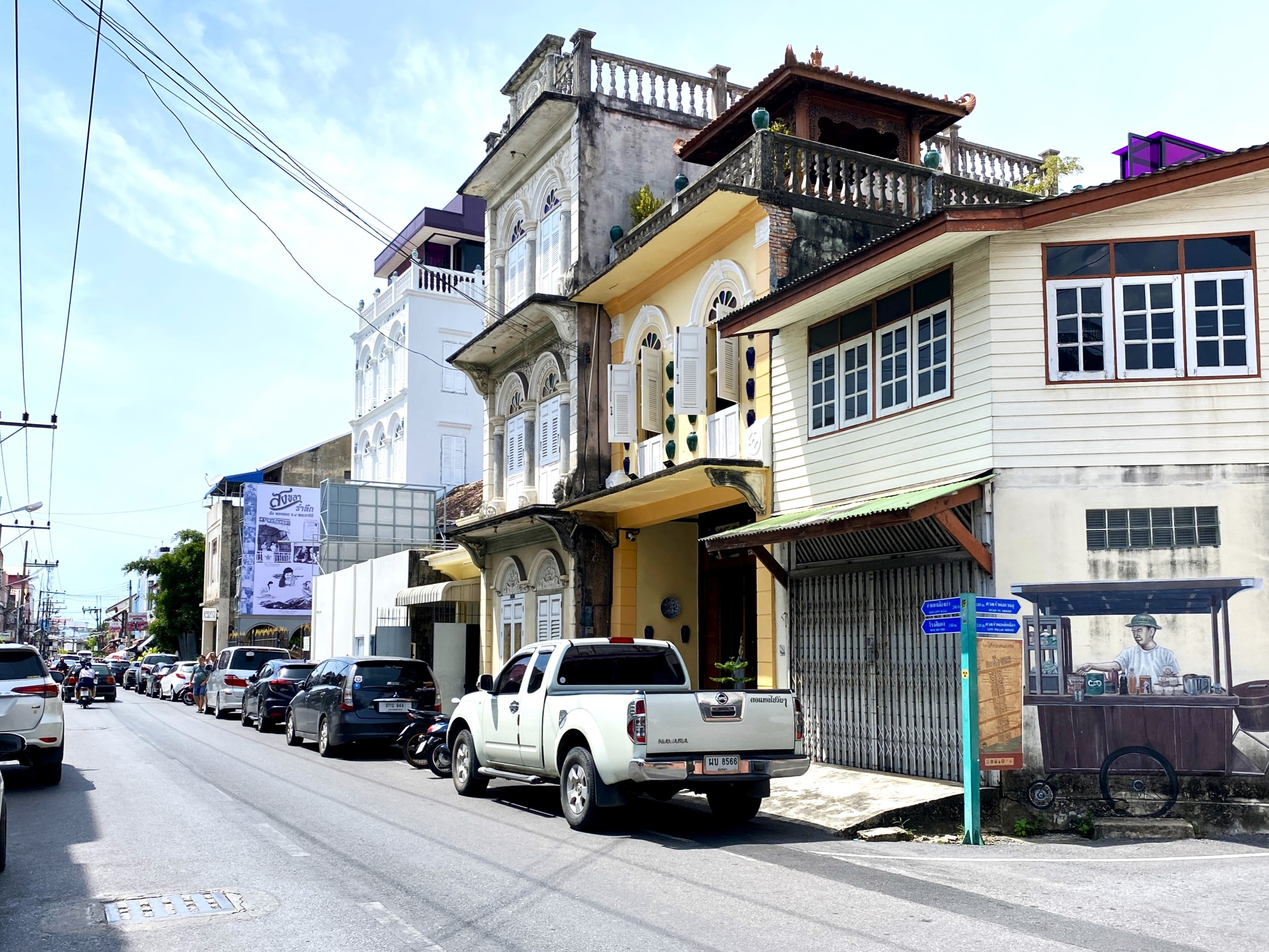
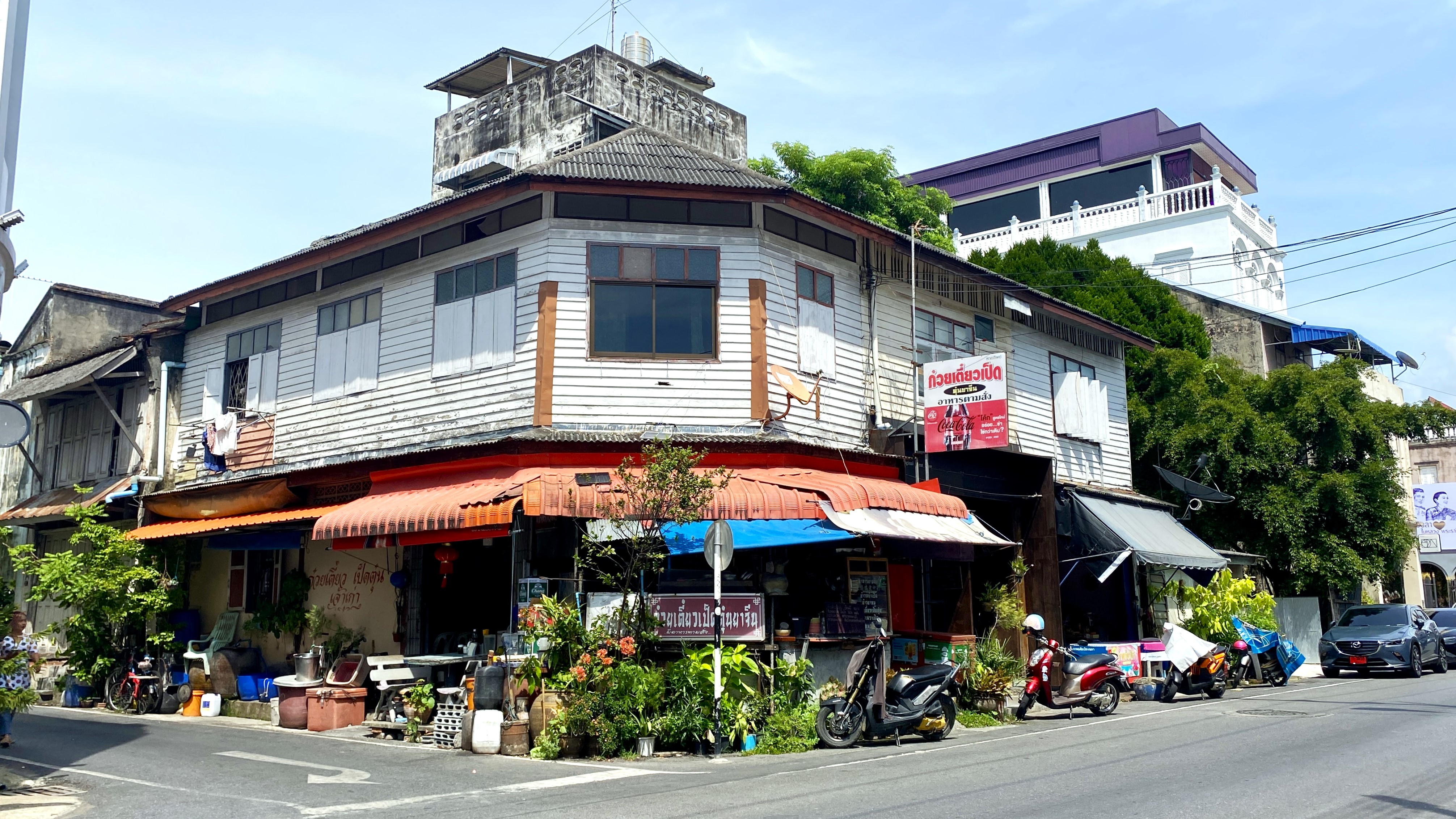
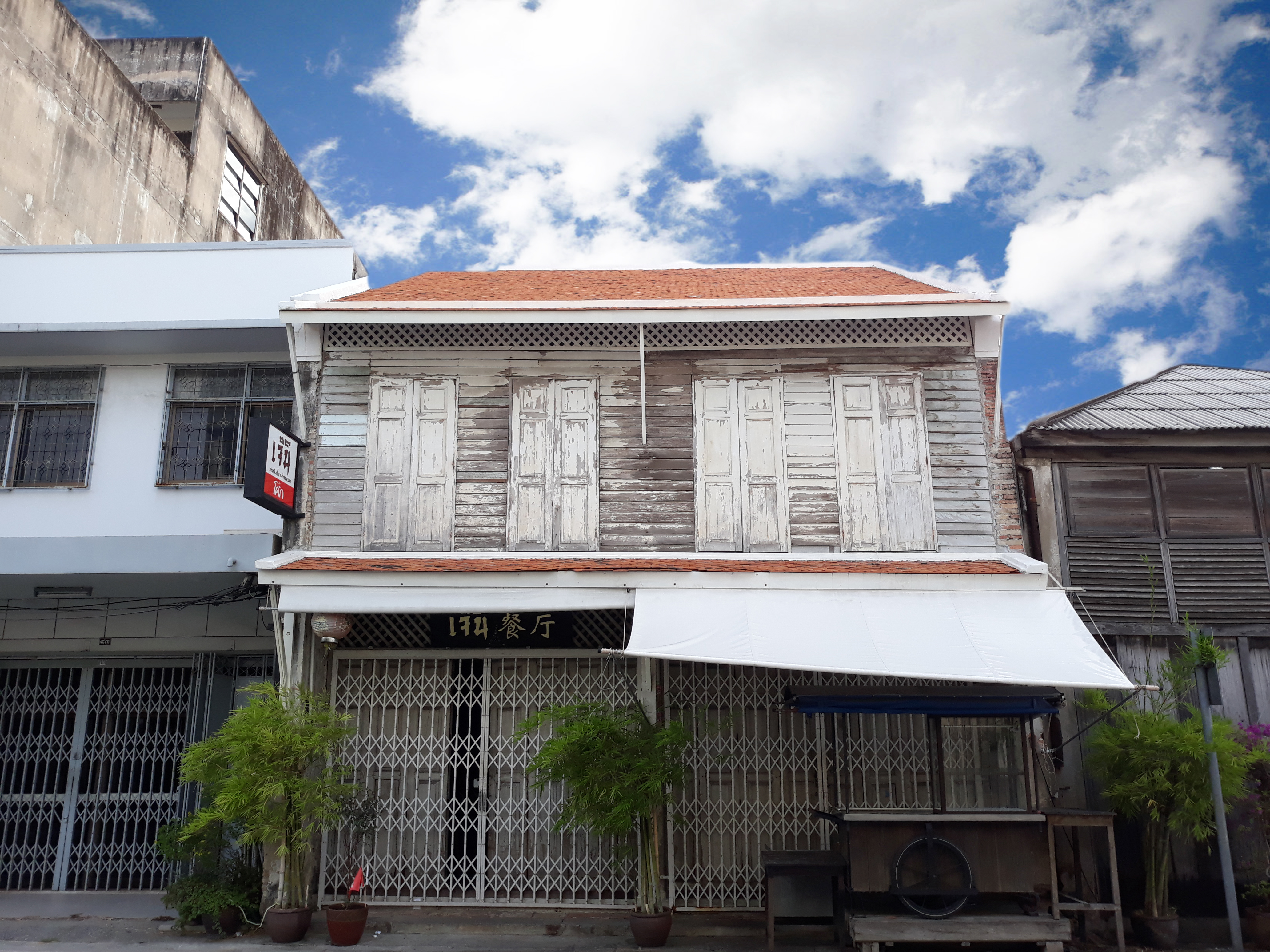
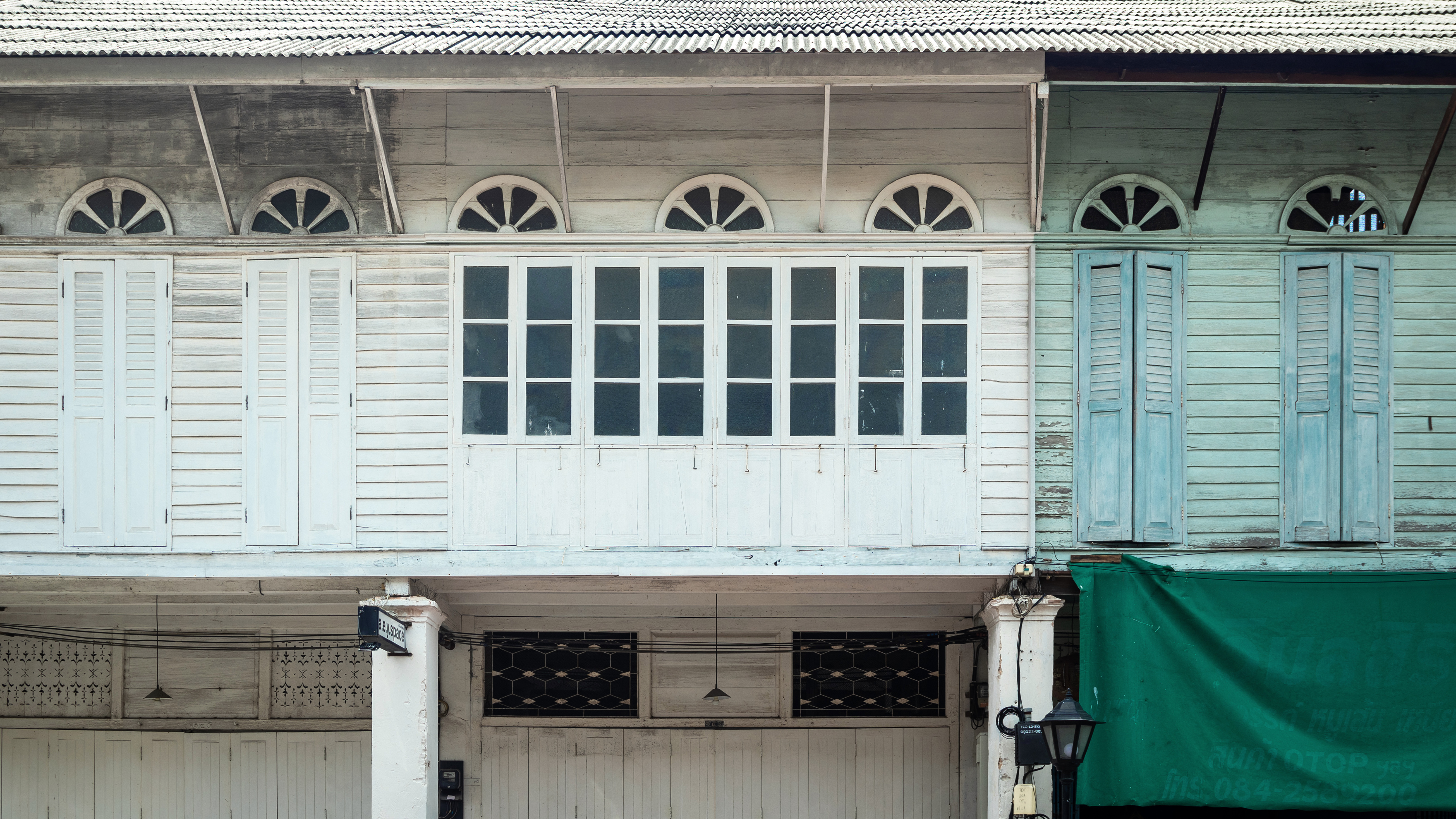
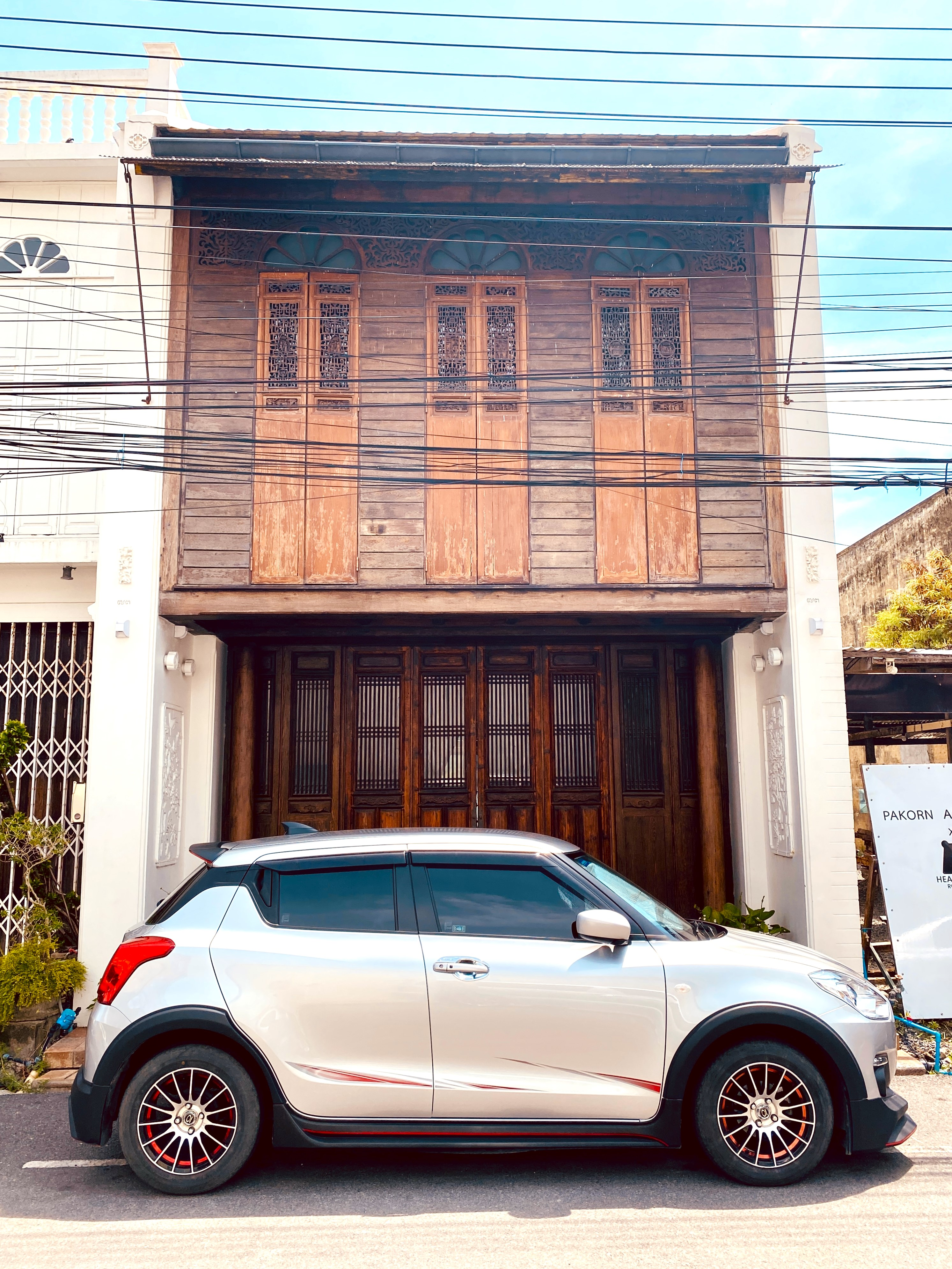